# Proteuxoa comma
Proteuxoa comma är en fjärilsart som beskrevs av Walker 1856. Proteuxoa comma ingår i släktet Proteuxoa och familjen nattflyn. Inga underarter finns listade i Catalogue of Life.